# بورخا پنالبا
بورخا پنالبا (اسپانیایی: Borja Penalba‎؛ زادهٔ ۱۹۷۵) موسیقی‌دان، آهنگساز، گیتارنواز، و تهیه‌کننده موسیقی اهل اسپانیا است.
او با هنرمندان گوناگونی چون لوئیس لاک همکاری داشته‌است.